# Codeço-alto
O codeço-alto (Adenocarpus argyrophyllus) é uma espécie vegetal da família Fabaceae.
É uma espécie rupícola, podendo também ocorrer em lugares desflorestados, em matagais, preferindo sempre solo com composição siliciosa.
É considerada como espécies com interesse de protecção da Reserva Biogenética do Parque Natural da Serra da Estrela.

## Descrição
É uma planta de porte arbustivo, com uma coloração verde escura. O caule possui muita ramificação. Os ramos quando jovens apresentam a casca com pelos e possuem muitas folhas. Os ramos mais velhos apresentam uma coloração esbranquiçada. As estípulas podem atingir 7,5 mm de comprimento e o pecíolo 12 mm.
Esta planta forma inflorescências em racemos, que apresentam mais de sete flores. O pedicelo pode chegar aos 12 mm de comprimento, assim como o cálice, que apresenta pelos de cor branca ou acastanhada. A corola é de cor amarela. O tubo floral tem um comprimento menor que o lábio inferior, sendo este do mesmo tamanho ou maior que o superior, que é bipartido. O lábio inferior está dividido em três partes.
A floração ocorre de Maio a Junho.
O fruto pode ter até 1 cm de comprimento e de 2-8 sementes verde escuras e de formato oval.

## Distribuição
Esta planta é um endemismo do centro e oeste da Península Ibérica. Em Portugal, é uma das espécies exclusivas, ou quase exclusivas do Sector Estrelense, que abrange a maior parte da Serra da Estrela e parte da Serra do Açor.

## Sinonímia
- Adenocarpus hispanicus subsp. argyrophyllus (Rivas Goday) Rivas Goday
- Adenocarpus hispanicus var. argyrophyllus Rivas Goday
- Adenocarpus hispanicus subsp. hispanicus sensu Franco
- Adenocarpus hispanicus sensu Cout.

## Genética
O número cromossómico desta espécie é 2n = 52